# Катая
Катая (швед. Kataja, фин. Inakari) — остров на севере Ботнического залива Балтийского моря к югу от Хапаранды, разделённый между Швецией (лен Норрботтен) и Финляндией (провинция Лапландия). Самая восточная точка Швеции.
Ранее был отделен проливом от острова Инакари, по которому с 1809 года проходила граница. В результате гляциоизостазических процессов уровень моря понизился, и острова соединились. Общий остров унаследовал название большего шведского. 
Площадь острова 0,71 км², он имеет около 2 км в длину и 200—300 м в ширину.